# Leeuwenia cameroni
Leeuwenia cameroni is een tripsensoort uit de tripsenfamilie Phlaeothripidae. De soort werd voor het eerst benoemd door Mound en Tree in 2021.